# Виленский-Сибиряков, Владимир Дмитриевич
Влади́мир Дми́триевич Виле́нский-Сибиряко́в (8 июля 1888, город Томск, Российская империя — 2 июля 1942, ИТЛ ГУЛАГ на станции Иланская, Красноярский край, СССР) — русский революционер, участник революционных событий в Томске 1905 года (в организации Сергея Кострикова), председатель Якутского областного Совета рабочих и солдатских депутатов летом 1917, один из руководителей большевистской революции в Сибири (комиссар ЦентроСибири), участник большевистского антиколчаковского подполья в Красноярске и Томске в 1918—1919, один из создателей советского варианта Русской Академии генштаба (Академия РККА в Москве), историк-сибиревед, историк Гражданской войны, историк-международник по проблемам Дальнего Востока. Жертва политических массовых репрессий сталинизма в 1920-е и 1930-е годы, узник ГУЛАГа, погибший в заключении. Посмертно реабилитирован как невинно осуждённый.

## Биография
Владимир Виленский родился в семье служащего в городе в Томске в 1888 году. Раннее детство прошло в большой нужде, так как мальчик рано лишился отца. Мать, оставшаяся без средств с двумя детьми, принуждена была перебиваться «с хлеба на воду», семье приходилось экономить на всём. Первоначальное образование Владимир получил в бесплатной церковно-приходской школе. Затем, после неудачной попытки учёбы в Томской гимназии (у матери не было средств для оплаты учёбы), откуда был вынужден уйти после первых годов обучения, Владимир поступил в Томское ремесленное училище, что послужило ему первой трудовой школой, и первым опытом встречи с революционерами. Уже с 15 лет (1903) помогал в распространении листовок и агитации подпольной организации РСДРП. По окончании училища с осени 1904 года работал в качестве рабочего (литейщика) на заводе сельскохозяйственного инвентаря.

### Революционная молодость
В начале Русско-японской войны возросла социально-политическая напряжённость в пролетарских центрах Сибири на Транссибе. Революционеры стали активно вовлекать местную молодёжь в революционное движение. С января 1905 года Владимир получил «боевое крещение революцией», участвуя в студенческих волнениях, демонстрациях и акциях РСДРП в Томске. Вскоре после этого вступил в ячейку РСДРП, стал членом боевой дружины, командиром которой был 18-летний Сергей Костриков. Участвовал в обеспечении работы подпольной типографии РСДРП, организации кружка изучения марксистской литературы учащимися Ремесленного училища. Был уволен с завода в начале весны 1905 года за участие в стачке на этом предприятии. После увольнения с завода и избегая ареста со стороны полиции, перешёл на подпольную работу, уехал из Томска и стал агитатором среди рабочих городов Сибири и Урала — главным образом действовал в среде железнодорожных рабочих на Транс-Сибирской железной дороге. Имел революционные клички «Викула», «Вакула», «товарищ Сибиряков».
В 1908 году 20-летний профессиональный революционер Виленский был опознан и арестован полицией на станции Иланская (Енисейская губерния). Во время следствия сначала был помещён в Красноярскую тюрьму, затем находился в каторжной тюрьме Канска. Осуждён губернским военно-окружным судом по делу о революционной пропаганде среди железнодорожных рабочих, приговорён к четырём годам сибирских каторжных работ на Нерчинской каторге. Наказание отбывал в Акатуе, Алгачах, Зерентуе и Кутомаре.
По окончании срока каторги с 1912 года был выслан на поселение в Якутскую область, где находился до начала Февральской революции 1917 года. В тот период отбывания наказания в Якутии (Верхоянск, Вилюйск, Якутск) жил в домах, которые снимали здесь для проживания другие сосланные социалисты-революционеры и социал-демократы. Среди которых были, в том числе, известные в дальнейшем в СССР будущие государственные деятели — Г. И. Петровский (1916), В. П. Ногин, Е. М. Ярославский, Г. К. Орджоникидзе и другие. Встречи и дискуссии в тюрьмах, на каторге и в ссылке с видными столичными участниками Первой Русской революции, масса прочитанных за это время книг, способствовали общему развитию и определённой научной систематизации знаний. Владимир Виленский был одним из создателей «социал-демократической группы», в которую вошли марксисты и другие социалисты из числа якутских ссыльнопоселенцев.
Принимал активное участие в изучении местного края и в исследовательских работах, участвовал в общественной жизни. В качестве сотрудника якутской областной агрономической организации занимался местными экономическими обследованиями, результатом которых стали первые печатные труды В. Д. Виленского: «Кустарные промыслы якутов», «Очерки земледелия Якутской области» и другие. С мнением и оценками В. Д. Виленского по развитию Якутии (как и мнениями других авторитетных ссыльных специалистов) часто соотносился реформаторски настроенный губернатор Якутской области И. И. Крафт.
В период ссылки Владимир Виленский женился на Марии Митрофановне, которая в 1916 году будет управлять в Якутске избой-читальней с книгами, собранными здесь ссыльными марксистами, социалистами и членами РСДРП. Впоследствии Мария Митрофановна активно занималась организацией библиотек в Якутии, объединила якутских женщин в «Союз женщин-работниц», одним из требований которого было создание общественных дошкольных утверждений.
Весть о начале Февральской революции в России застала Владимира Виленского в глухом улусе Вилюйского округа, где под его руководством работала экспедиция по обследованию якутского скотоводческого хозяйства. Пользовался значительным авторитетом и уважением среди местного населения и интеллигенции и было уместным, что уже в марте 1917 года состоялось назначение В. Д. Виленского на высокую государственную должность Комиссара Временного Правительства Российской Республики в Вилюйском округе.
В те дни В. Виленский принимает сторону большевиков (РСДРП(б)), вместе с Емельяном Ярославским и Максимом Аммосовым участвует в создании Якутского комитета общественной безопасности, а также участвует в формировании Якутского совдепа (Совета рабочих и солдатских депутатов). Летом 1917 года Виленский становится председателем этого совдепа — становится фактическим руководителем губернии. В этом статусе выезжал в сентябре в революционный Петроград на Демократическое совещание. В октябре возвращается в Сибирь: по решению ЦК РСДРП направлен на революционную работу в Иркутск. Почти месяц после совещания в столице, Виленский ехал в Прибайкалье, по пути посетив Омск, Барнаул и Томск.

### Октябрьская революция
События Октябрьской революции застали В. Д. Виленского сразу после прибытия в Иркутск. Захват здесь власти большевиками встретил сопротивление части горожан, произошло вооружённое выступление юнкеров, обучавшихся в местном военном училище. Созданный большевиками новый «Совдеп» и «Военно-революционный комитет» (ВРК) организовали подавление юнкерского выступления. Владимир Виленский по мандату ВРК становится редактором газеты «Известия Иркутского Революционного Комитета» и затем с головой уходит в работу ВРК по снабжению и продовольствию Сибири.
На Первом Всесибирском съезде Советов В. Д. Виленский(Сибиряков) избран в ЦИК Советов Сибири («Центросибирь» — высший орган советской власти на всех территориях Сибири), в котором работал в качестве члена Президиума ЦИКСС до момента падения советской власти в городах вдоль Транссиба летом 1918 года. Виленский не участвовал в походе комиссаров Центросибири из Иркутска в Якутск осенью 1918 года, так как ранее уже находился на революционной работе в Красноярске, где, в условиях установившейся власти белых, вынужден был перейти на нелегальное положение и скрываться от колчаковской контрразведки. В конце 1918 года тайно перебрался в Томск, где продолжал участвовать в подпольной организации РКП(б). Так о периоде 1918 и 1919 годов сообщается в официальных анкетных данных В. Д. Виленского.
Сообщалось также, что в марте 1919 года, практически не пользуясь поездами Сибирской железной дороги, Виленский совершил путь через всю Сибирь и в апреле, перейдя фронт, едет в Москву. Указывается, что здесь делает обстоятельный доклад о положении дел в Сибири Ленину, в ЦК РКП(б) и в Совнаркоме. После этого ленинский Совнарком направил (с мандатом представителя Комиссии Совнаркома по делам Сибири) Виленского-Сибирякова назад на работу в Сибирь. Вместе с войсками 5-й Красной Армии он участвует в наступлении на Восточном фронте РСФСР.
В эти же дни написал и издал мемуарную книжку о революции и контрреволюции в Сибири 1917—1919 годы: «Чёрная година сибирской реакции» (Москва, 1919).
С этого года партийная кличка и литературный псевдоним «Сибиряков» становятся частью официального имени: Владимир Дмитриевич Виленский-Сибиряков (вариант: Вл. Виленский (Сибиряков).

### Гражданская война и работа в советской разведке
Однако тексты его официальных биографий не состыкуются с данными позднее открытых архивов СССР. Прежде всего имеется удивительный факт: Виленский(Сибиряков) в Москве летом 1919 года публикует сразу несколько аналитических материалов по международным отношениям, где глубоко и со знанием материала характеризует современную внутреннюю ситуацию в Китае, Корее и Японии. Получить и изучить эти данные работая в подполье в Томске было невозможно. При этом считается, что Вл. Виленский стал исторически первым советским автором-международником по теме Китая: в феврале 1919 года он публикует брошюру «Китай и Советская Россия. Из вопросов нашей дальневосточной политики». В Москве он участвовал в составлении «Обращения Советского правительства от 25 июля 1919 года к китайскому народу и к правительствам Северного и Южного Китая» по поводу китайской революции.
Выясняется, что с 1918 года Виленский выполнял «особые» и нелегальные миссии от Совнаркома в странах Дальнего Востока. При рассмотрении указаний официальной биографии, что он с войсками 5-й Красной Армии с поздней осени 1919 года входил в Омск, Ново-Николаевск, бывал в Барнауле, Томске, Красноярске и Иркутске, — эти данные выглядят противоречивыми. В других материалах его жизнеописания указывалось, что осенью и зимой 1919 года он бывал в Монголии и Китае с поручениями Совнаркома. Для этого необходимо было попадать туда либо нелегально, — c контролируемой колчаковцами территории, либо каким-то иным способом оказаться в Монголии…
В сентябре 1919 года Виленский нелегально (через Монголию и Китай) прибыл во Владивосток с директивой Политбюро ЦК РКП(б) об организации «непосредственных практических действий» в Восточной Азии (Китай, Корея, Япония). Его усилиями в Шанхае к маю 1920 года был создан Дальневосточный секретариат III Коминтерна — «Восточный секретариат III Коминтерна». Вся работа секретариата направлялась через формируемые тогда секции: китайскую, корейскую и японскую.
С занятием Иркутска и Верхнеудинска войсками 5-й Красной Армии и последующем формированием на Забайкалье и Дальнем Востоке временной Дальне-Восточной республики (ДВР), Виленский-Сибиряков был командирован Совнаркомом РСФСР в состав главного штаба Народно-революционной армии ДВР (руководство вооружёнными силами этой Республики). В данном статусе участвовал в переговорах с представителем императора Японии на Дальнем Востоке Ё. Мацудайра. В качестве представителя Москвы также (полулегально) занимался вопросами организации просоветских выступлений красных партизан в ДВР и в последующем свержении буферного режима ДВР с передачей этих территорий под юрисдикцию Советской России. В те же дни вёл кураторскую работу с руководителями эвакуированной белыми во Владивосток Академии Генерального штаба Русской армии с целью возвращения её в российскую столицу. В дальнейшем, по поручению Ленина, выехал в Москву из Владивостока не по Транссибу, а проездом (с дипломатическим статусом) через территории сотрясаемых революциями Китая и Монголии.
По возвращении с Дальнего Востока В. Д. Виленский (Сибиряков) на историческом VIII Всероссийском съезде Советов был избран во ВЦИК страны от Сибири. Тогда же получил назначение на должность политического комиссара (второй руководитель организации в звании и статусе, соответствующие генеральскому чину) возвращённой в столицу Академии Генерального штаба (АГШ РККА). В Академии Виленский-Сибиряков подготовил план преобразования учреждения в Советскую Военную Академию (ныне — «Военная академия Генерального штаба Вооружённых сил Российской Федерации»). Тогда же при Академии он организовал Военно-научное общество, явившись первым председателем этого общественного учреждения. Вскоре ВНО станет авторитетным учреждением военно-научной мысли для стратегов и теоретиков РККА страны.
В 1921 году активизировалась политическая активность Советской России на Дальнем Востоке.
В августе В. Д. Виленский-Сибиряков в дипломатическом качестве в Китае участвовал в Дайрэнской конференции представителей Дальне-Восточной республики (ДВР) и Японской империи. Конференция проходила в городе Дайрэн (ныне Далянь) с перерывами с 26 августа 1921 по 16 апреля 1922 года. В то же время он вёл переговоры от имени РСФСР с представителями китайской администрации: был членом советской дипломатической миссии в Пекине в 1922 году и представителем Коминтерна в Китае (вместе с Г. Н. Войтинским). За два года В. Д. Виленский-Сибиряков неоднократно посетил Китай и Монголию, встречался с японским переговорщиками. Как в последующем показали архивы СССР, он тогда работал также в самом засекреченном подразделении Исполкома Коминтерна (ИККИ) — в так называемом «отделе международных связей», являвшимся частью советской внешней разведки.
Весной (март, апрель) В. Д. Виленский, по поручению Москвы, под прикрытием должности Представителя Штаба Народно-Революционной Армии ДВР работал в Китае с секретным заданием: руководил разведывательно-агентурной сетью РСФСР в этой стране. Шифропереписки резидентуры советской разведки в Китае были налажены через «миссию Пайкеса» — телеграммы адресовались на имя советника миссии В. Д. Виленского, он же, за своей подписью, отправлял телеграммы в Москву, в Центр.
Из книги «Советская военная разведка в Китае и хроника „китайской смуты“ (1922—1929)»: 

…21 марта 1922 года в Читу на имя начальника Разведупра НРА Петровского пришла телеграмма из Москвы следующего содержания: «Сообщите Янсону, что Рустам-Бек подчинён Виленскому и последний является нашим представителем. Пайкес уже по службе с ним связан» … Владимир Дмитриевич Виленский-Сибиряков, о котором сообщалось в телеграмме и которому должен был подчиняться Тагеев, по рекомендации Разведывательного управления в марте 1922 года был направлен в Китай советником в миссию Пайкеса. Виленский с первых же дней зарекомендовал себя талантливым дипломатом, что особенно бросалось в глаза на фоне безынициативного и пассивного Пайкеса. 11 мая 1922 года в письме в НКИД Виленский изложил свой взгляд на развитие советско-китайских отношений, там же, в частности, говорилось о необходимости поиска и использования новых лиц в своих интересах. И таким новым лицом, по мнению Виленского, являлся У Пэйфу, который должен был «…стать не только предметом нашего изучения, но и математической точкой приложения нашей активной политики в Китае»…
Результатом этих неоднократных путешествий на Дальний Восток и в сопредельные с ним зарубежные страны явилось подготовка Виленским-Сибиряковым ряда научно-академических работ, посвящённых международной политике, международным отношениям, дипломатии и рабочему движению народов Дальнего Востока. Им были написаны книги: «За великой китайской стеной», «Япония», «Современная Монголия», «Современный Китай», «Китай», «Сун Ят Сен — отец китайской революции», «Японский империализм», «Советская Россия у берегов Тихого океана» и целый ряд других брошюр и статей по вопросам дальневосточной политики. Под редакцией В. Д. Виленского-Сибирякова изданы в СССР переводы на русский язык трудов Сун Ят Сена «Капиталистическое развитие Китая», и книга Кайиро Сато «Япония и Америка».

### Работа в Москве
С конца 1922 года В. Д. Виленский-Сибиряков перебрался с семьёй жить в Москве. Занимался историческими исследованиями и издательской деятельностью. Являлся членом Коминтерна по революционной работе со странами Востока.
Был преподавателем легендарного КУТВ — Московского коммунистического университета трудящихся [стран] Востока.
Яркой страницей биографии стало участие Виленского-Сибирякова в создании и последующее руководство (в том числе — являлся членом старостата) «Всесоюзного общества политических каторжан и ссыльнопереселенцев»; имел членский билет № 1 данного Общества.
Занимал пост директора Музея ссылки и каторги в Москве, организованном Обществом революционеров-политкаторжан. Один из основателей и председатель московского этнографического музея — Центрального музея народоведения (ЦМН).
С 1924 года Виленский-Сибиряков работал главным образом в советской журналистике, являясь одним из редакторов крупнейшего советского органа печати — «Известия ЦИК СССР». Наряду с этим являлся редактором журнала «Северная Азия» и редактором историко-революционного журнала «Каторга и ссылка», издаваемого Всесоюзным обществом политических каторжан и ссыльнопереселенцев.
Будучи сибиряком по рождению, уделял много внимания делу изучения Сибири, являлся одним из инициаторов образования «Общества изучения Северной Азии (Урала, Сибири и Дальнего Востока)» и стал тогда его председателем. Был членом «Комитета содействия народностям северных окраин» при Президиуме ВЦИК СССР. Являлся членом научного Тихоокеанского комитета АН СССР.
В личном творчестве занимался написанием научных и историографических статей и брошюр, в том числе по истории революционного движения в Сибири и Азии, этнографии сибирских народов, о политических проблемах стран Дальнего Востока.
По некоторым данным, в 1925 году был, под прикрытием мандата советского торгпредства, в Германии — с поручением участия в спецоперации Крестовского, Лурье, Ежова и других агентов внешней разведки по коммерческому обмену «конфискованных в СССР у буржуазии бриллиантов» на денежные средства.
Мария Митрофановна Виленская в Москве работала в Наркомате просвещения заведующей отделом дошкольного воспитания, возглавляла дошкольный факультет Московского педагогического института.

### Обвинение в оппортунизме, репрессии, гибель
В 1926 году Виленский-Сибиряков, обозначая свои позиции принципиального коммуниста, написал и опубликовал статью «Ленин в сибирской ссылке», призванную подчеркнуть свою принадлежность к революционерам-ленинцам.
В период внутрипартийной дискуссии 1926—1927 годы стоял на платформе Л. Троцкого и «ленинцев», участвовал во фракционной борьбе между сталинской и троцкистской группировками. Победила сталинская сторона.
В 1927 году В. Д. Виленский-Сибиряков был обвинён в принадлежности к троцкистской левооппозиционной фракции внутри ВКП(б) и был исключён из партии. Несмотря на его крайне тяжёлое состояние ввиду болезни, был подвергнут аресту и выслан на поселение под надзор ОГПУ в город Пермь. Ввиду прогрессирующей тяжёлой болезни получил разрешение на возвращение в Москву для лечения и проживания.
Поправившись, неоднократно письменно обращался к властям о восстановлении его членства в ВКП(б) и Коминтерне, и о прекращении всех своих контактов с «оппозицией в СССР».
В 1931 году был восстановлен в членстве ВКП(б), ему было разрешено вновь заниматься историко-журналистской работой по публикации материалов истории подготовки Пролетарской Революции и о Гражданской войне.
В 1936 В. Д. Виленский-Сибиряков был вновь исключён из рядов членов ВКП(б), как когда-то имевший отношение к троцкизму.
22 июня арестован органами НКВД СССР по обвинению в антисоветской деятельности как «законспирировавшийся троцкист», вскоре после его ареста, как «члены семьи врага народа», были арестованы и затем репрессированы его жена, Мария Митрофановна (1888—?), и дочери — Мария (род. в 1912/3) и Лидия (род. в 1915), которые на тот момент были студентками Московского инженерно-экономический института им. С.Орджоникидзе (Мария) и медицинского института (Лидия).
12 ноября 1936 года осуждён Военной коллегией Верховного Суда СССР по статьям 17 и 58-8, 11 УК РСФСР («антисоветская деятельность» и «пособничество врагам народа») с приговором заключения на 8 лет исправительно-трудовых лагерей ГУЛАГа и 5 лет последующего поражения в правах, а также подвергнут конфискации имущества.
Умер 2 июля 1942 в местах лишения свободы в лагере ГУЛАГа на станции Иланской Красноярского края РСФСР.
Реабилитирован по решению Генпрокуратуры СССР в 1957 году как незаконно репрессированный.

## Награды
Наградами РСФСР и СССР не награждался.

## Память
- Память яркого революционера и историка-международника была в СССР предана забвению.

## Сочинения
- Виленский В.Д. Архивы Якутска // «Сибирский архив» (Редактор-издатель А.И. Линьков.). — Иркутскъ: Типографія М.П. Окунева, 1914. — № 7/8. — С. 378.
- Виленский В.Д. Памятные книжки Якутской области: Историко-библиографический очерк // «Сибирский архив» (Редактор-издатель А.И. Линьков.). — Иркутскъ: Типографія М.П. Окунева, 1915. — № 6. — С. 280—286.
- Виленский В.Д. Ремёсла и кустарные промыслы якутов // Труды Якутской областного агрономического совещания по экономическим вопросам. — Якутскъ: Областная типографія, 1916. — С. 5—75.
- Виленский В.Д. Очерки земледелия Якутской области. — Якутскъ: Областная типографія, 1916.
- Сибиряков В. В глубинах Азии: (Монголо-тибетский вопрос) // Известия ВЦИК. — М.: Изд-во ВЦИК советов р., с., к. и к. д., 1919. — 17 июля.
- Сибиряков В. Империализм современной Японии и социальная революция. — М., 1919.
- Сибиряков В. Революционное движение в Японии. — М., 1919.
- Сибиряков Вл. Что принёс Колчак сибирским рабочим и крестьянам. — М./Пг.: Изд-во «Коммунист»[13], 1919. — 31 с.
- Виленский (Сибиряков) Вл. В когтях японского империализма: Борьба корейского народа за независимость. / Вл. Виленский (Сибиряков). / Агит.-проп. б-ка Сибири и Дальнего Востока: Серия Дальнего Востока; № 1. — М.: Гос.кн.изд-во, 1919. — 16 с.; 21 см. с.
- Виленский (Сибиряков) Вл. Чёрная година сибирской реакции (Интервенция в Сибири). — М.: Изд-во ВЦИК советов р., с., к. и к. д., 1919. — 56 с.
- Виленский-Сибиряков Вл. Китай и Советская Россия: Из вопросов нашей дальневосточной политики. — М.: Изд-во «ОГИЗ, 1919. — 19 с.
  - Виленский-Сибиряков Вл. Китай и Советская Россия: Из вопросов нашей дальневосточной политики / Издание 2-е. — Омск: ОГИЗ, 1920. — 19 с.
- Виленский (Сибиряков) В.Д. Накануне образования коммунистической партии в Китае // «Коммунистический Интернационал». — М., 1920. — № 16. — С. 3585—3594.
- Виленский (Сибиряков) В.Д. Перспективы революционного развития Китая // «Новый Восток», ж-л (НВ) / Издание «Всероссийской научной ассоциации востоковедения». — М.: Тип. «Искра Революции», 1922. — № 2. — С. 317—330.
- Виленский (Сибиряков) В.Д. Последнее поколение якутской ссылки // «Каторга и ссылка», ж-л. — М.;Пг.: Изд-во Общества бывших политкаторжан, 1923. — № 7. — С. 129—141.
- Виленский (Сибиряков) В.Д. За великой китайской стеной [Люди, быт, общественность]. — М.: Изд-во «Девятое января», 1923. — 108 с.
  - Виленский (Сибиряков) В.Д. За великой китайской стеной / Издание 2-е. — М.: Изд-во Общества бывших политкаторжан, 1925. — 240 с., ил с.
- Виленский (Сибиряков) В.Д. Китай: (Политико-экономический очерк). — М., 1923.
- Виленский (Сибиряков) Вл. Каторга и ссылка в русской революции. — М., 1924.
- Виленский (Сибиряков) В.Д. Япония. — М., 1923.
  - Виленский (Сибиряков) В.Д. Япония / (переиздание). — Харьков, 1925.
- Виленский (Сибиряков) В.Д. Россия на Дальнем Востоке. — М.: Высш.воен.ред.совет, 1923. — 86 с.
- Виленский (Сибиряков) Вл. Советская Россия у берегов Тихого океана. — М.: «Красная новь», 1923. — 43 с.
- Виленский (Сибиряков) В.Д. Останется ли Япония великой державой?. — Харьков: «Молодой рабочий», 1924. — 64 с., ил с.
- Виленский (Сибиряков) В.Д. Интервенция в Китае // «Новый Восток», ж-л (НВ) / Издание Научной ассоциации востоковедения СССР. — М.: «Искра Революции», 1924. — № 6. — С. XVI—XXIII. — 532 с., ил.
- Виленский (Сибиряков) В.Д. Сунь-Ят-Сен. Отец китайской революции[8]. — М.: «Красная новь», 1924. — 183 с.
  - Виленский (Сибиряков) В.Д. Сунь-Ят-Сен. Отец китайской революции[8] / (переиздание). — Харьков: «Молодой рабочий», 1925.
- Виленский-Сибиряков В.Д. Современная Монголия. / серия «Страны и народы в эпоху мировой революции». — М.: «Пролетарий», 1925. — VI, 7-58, [6] с., 1 л.к.; 19 см с.
- Виленский-Сибиряков В.Д. Современный Китай. — М.;Харьков: «Молодой рабочий», 1925.
- Виленский-Сибиряков В. Д. Японский империализм [текст]. / В. Виленский-Сибиряков; Серия «Страны и народы в эпоху мировой революции». — Л.: «Прибой», 1925. — 138 с., 1 л. карт с.
- Виленский-Сибиряков В.Д. Задачи изучения Северной Азии // «Северная Азия» / общественно-научный журнал; Редактор Вл. Виленский (Сибиряков). — М.: «Мосполиграф», 1925. — № 1—2. — С. 7—14.
- Виленский-Сибиряков В.Д. Академия наук и изучение Северной Азии // «Северная Азия» / общественно-научный журнал; Редактор Вл. Виленский (Сибиряков). — М.: «Мосполиграф», 1925. — № 4. — С. 5—8.
- Виленский-Сибиряков Вл. Чжан-Цзо-Лин: Маньчжурская проблема[14] / Вл. Виленский-Сибиряков. — М.;Л.: Гос.изд-во, 1925. — 64 с.
- Виленский-Сибиряков В.Д. У Пэй-фу [Китайский милитаризм]. — М.;Л., 1925.
- Виленский (Сибиряков) Вл. Борьба за Советскую Сибирь (Центросибирь). 1917—1918 гг. // «Северная Азия» / общественно-научный журнал; Редактор Вл. Виленский (Сибиряков). — М.: «Мосполиграф», 1926. — № Книга 493. — С. 47—66.
- Виленский-Сибиряков В.Д. Ленин в сибирской ссылке. // «Библиотека газеты „Гудок“» (приложение). — М.: «Гудок», 1926. — 64 с.
- Виленский-Сибиряков В.Д. Задачи изучения малых народностей Севера // «Этнография» / общественно-научный журнал; Редактор — акад. С.Ф. Ольденбург. — М.;Л., 1926. — № 1. — С. 55—60.
- Виленский-Сибиряков В.Д. Проблемы индустриализации Северной Азии // «Северная Азия» / общественно-научный журнал. — М.: «Мосполиграф», 1926. — № 4. — С. 5—15.
- Виленский-Сибиряков В.Д. Тихоокеанский научный конгресс // «Северная Азия», ж-л. — М.: «Мосполиграф», 1926. — № 5—6. — С. 5—8.
- Виленский-Сибиряков В.Д. Положение в Китае // «Новый Восток», ж-л (НВ) / Издание Научной ассоциации востоковедения СССР. — М.: Научная ассоциация востоковедения СССР, 1926. — № 12. — С. LVII—LXIV.
- Виленский-Сибиряков В.Д. Гоминьдан — партия китайской революции. — М.;Л., 1926.
- Виленский-Сибиряков В.Д. Где корни предательства Чан Кай-ши: (О китайской революции). — М., 1927.
- Виленский-Сибиряков В.Д. Современная Япония: (Из впечатлений участника 3-го Тихоокеанского конгресса) // «Новый Восток», ж-л (НВ) / Издание Научной ассоциации востоковедения СССР. — М.: Научная ассоциация востоковедения СССР, 1927. — № 16/17. — С. 83—96.
- Виленский-Сибиряков В.Д. Проблемы Дальнего Востока // «Северная Азия», ж-л. — М.: «Мосполиграф», 1927. — № 4. — С. 5—11.
- Виленский (Сибиряков) В.Д. День падения царизма. [К десятилетию Февральской революции и освобождения политических заключённых из царских тюрем.] // «Библиотека журнала „Каторга и ссылка“». — М.: Изд-во Общества политкаторжан, 1927. — № 1 (январь). — 16 с.
- Виленский-Сибиряков В.Д. Царство Колчака. Сибирская быль[15]. — М., 1931. — 16 с.
- Виленский-Сибиряков В.Д. Якутская ссылка 1906—1917 гг. // Сборник: «100 лет якутской ссылке». — М., 1934.

- Декларация Китайской Коммунистической партии (с предисловием Вл. Виленского-Сибирякова) // «Новый Восток», ж-л (НВ) / Издание «Всероссийской научной ассоциации востоковедения». — М.: Тип. «Искра Революции», 1922. — № 2.
- Виленский-Сибиряков В.Д. Рецензия на книгу «Султан-заде А. Современная Персия» // «Пролетарская Революция», ж-л. — М.: Институт Истории Партии при ЦК ВКП(б), 1922 (1923). — № 1. — С. 163.
- Сун-Ят-Сен[8]. Капиталистическое развитие Китая / Русский перевод и издание — под редакцией В.Д. Виленского-Сибирякова. — М.;Л., 1925.
- Сун-Ят-Сен. Записки китайского революционера / Русский перевод и издание — под редакцией В.Д. Виленского-Сибирякова. — М.; Л., 1926.
- Союзническая интервенция в Сибири и на Дальнем Востоке: Доклад Пишона / ред. и предисл. В. Виленского-Сибирякова. — М.; Л.: Госиздат, 1925. — 95 с.
- Участники русского революционного движения эпохи борьбы с царизмом. Биографический указатель членов Всесоюзного общества политкаторжан и ссыльнопоселенцев. / Под ред. В.Д. Виленского-Сибирякова. — М., 1927.